# Selina Freitag
Selina Freitag, född 19 maj 2001 i Erlabrunn, är en tysk backhoppare.
Freitag vann två guldmedaljer vid världsmästerskapen i nordisk skidsport 2023, en tillsammans med det tyska kvinnoteamet och en med mixed-laget. Hon nådde året 2023 i världscupen i backhoppning en femte plats och i Raw Air tävlingen en tredje plats. Freitag deltog vid olympiska vinterspelen 2022 i Peking. Hon startar för sportföreningen SG Nickelhütte Aue.
I juni 2023 tog Freitag brons i stor backe vid europeiska spelen i Kraków-Małopolska.
Selina Freitag är dotter till backhopparen Holger Freitag som var aktiv under den östtyska tiden och syster till backhopparen Richard Freitag. Vid backhoppningen under Världsmästerskapen i nordisk skidsport 2025 var hon den framgångsrikaste tyska tävlande på damsidan med två silvermedaljer och en bronsmedalj.